# Batillariidae
Batillariidae sind eine Familie mariner Schnecken, die 14 rezente Arten in sechs bis acht Gattungen umfasst.

## Taxonomie und Systematik
In der aktuellen, vorläufigen Klassifikation der Schnecken wird diese Familie nicht weiter in Unterfamilien gegliedert.
Die Pyrazidae Hacobjan, 1972 und die Tiaracerithiinae Bouniol, 1981 werden als Synonyme angesehen.
Entsprechend neuester Erkenntnisse, die auf der Analyse molecularer und morphologischer Merkmale basiert, sind die Batillariidae wie derzeit umgrenzt nicht monophyletisch.
Die neotropischen Gattungen Lampanella and Rhinocoryne sind Schwestergruppe der Planaxidae. Die monophyletischen Batillariidae sensu stricto sind auf den nordwestlichen Pazifik und Australasien beschränkt.

## Ökologie und Verbreitung
Batillaridae sind weit verbreitet in warm-temperaten und tropischen Küstengebieten des Nordwest-Pazifiks, Australasiens und Nord- und Mittelamerikas. Dort sind sie in geeigneten Habitaten für gewöhnlich in hohen Populationsdichten anzutreffen. Sie bewohnen den Gezeitenbereich und leben sowohl auf schlammigen, sandigen als auch steinigen Substraten.

## Fossiler Befund and Biogeographie
Erste Fossilien, die den Batillariidae im weiteren Sinne zugeordnet werden, sind seit der Oberen Kreide oder dem Paläozän überliefert.
Seit ihrem Ursprung in dieser Zeit haben such die heute ausgestorbenen Gattungen Pyrazopsis, Vicinocerithium und Granulolabium entlang der Küsten der Tethys verbreitet. Dort kamen sie in einer Vielzahl von Formen vor, bevor sie in Europa zum Ende des Miozäns ausstarben.
Etwa im Späten Oligozän erreichten die Vorfahren der rezenten eigentlichen Batillariidae Australien und Neuseeland. In diesem Gebiet ist die Familie heute durch drei heute noch lebende Gattungen vertreten: Pyrazus, Velacumantus und Zeacumantus.
Zwei Gruppen, Batillaria und die heute ausgestorbene Gattung Tateiwaia, erreichten im Frühen Miozän die weiter nördlich gelegenen Küstengebiete Ostasiens (China, Vietnam und Japan), wo sie noch heute anzutreffen sind.
Seitdem haben die Batillariidae im Indowestpazifik eine disjunkte Verbreitung.

## Gattungen
Gattungen in Nord- und Mittelamerika (eigenständige Schwestergruppe der Planaxidae):
- Lampanella Mörch, 1876
- Rhinocoryne Martens, 1900

Gattungen im Indo-Westpazifik (Batillariidae sensu stricto):
- Batillaria Benson, 1842 – Typusgattung, Synonym: Lampania Gray, 1847[3]
- Pyrazus Montfort, 1810[3][6]
- Zeacumantus Finlay, 1926, synonym: Batillariella Thiele, 1931[2]
- Velacumantus Iredale, 1936

Fossile Gattungen:
- Granulolabium
- Tiaracerithium Sacco, 1895 (Synonym oder Untergattung von Granulolabium)
- Vicinocerithium
- Tateiwaia Makiyama, 1936
- Pyrazopsis Akopjan, 1972